# Mistrzostwa świata w lacrosse halowym
Mistrzostwa świata w lacrosse halowym (ang. World Indoor Lacrosse Championship) – międzynarodowy turniej lacrosse w hali organizowany przez Międzynarodową Federację Lacrosse (FIL) (do sierpnia 2008 przez Międzynarodowe Stowarzyszenie Lacrosse) dla męskich reprezentacji narodowych. Pierwsze mistrzostwa odbyły się w dniach 15-24 maja 2003 roku w kanadyjskiej prowincji Ontario i uczestniczyły w nim 6 męskich drużyn. Rozgrywki odbywają się regularnie co cztery lata. Najwięcej tytułów mistrzowskich zdobyła reprezentacja Kanady.

## Wyniki
| Rok                                   | Organizator                  | T |           | Finał  | Finał         | Finał         |       | Mecz o 3 miejsce  | Mecz o 3 miejsce | Mecz o 3 miejsce |  | Uwagi     |
| Rok                                   | Organizator                  | T | Zwycięzca | Wynik  | Finalista     | III miejsce   | Wynik | IV miejsce        |                  |                  |  | Uwagi     |
| Mistrzostwa świata w lacrosse halowym |                              |   |           |        |               |               |       |                   |                  |                  |  |           |
| 2003                                  | Ontario (Kanada)             | 1 |           | Kanada | 21–4          | Liga Irokezów |       | Stany Zjednoczone | 15–9             | Szkocja          |  | 6 drużyn  |
| 2007                                  | Halifax (Kanada)             | 2 |           | Kanada | 15–14 (dogr.) | Liga Irokezów |       | Stany Zjednoczone | 17–10            | Anglia           |  | 8 drużyn  |
| 2011                                  | Praga (Czechy)               | 3 |           | Kanada | 13–6          | Liga Irokezów |       | Stany Zjednoczone | 16–7             | Czechy           |  | 8 drużyn  |
| 2015                                  | Syracuse (Stany Zjednoczone) | 4 |           | Kanada | 12–8          | Liga Irokezów |       | Stany Zjednoczone | 15–4             | Izrael           |  | 13 drużyn |
| 2019                                  | Langley (Kanada)             |   |           |        |               |               |       |                   |                  |                  |  | 13 drużyn |

## Klasyfikacja medalowa
W dotychczasowej historii Mistrzostw świata na podium oficjalnie stawało w sumie 3 drużyny. Liderem klasyfikacji jest Kanada, która zdobyła złote medale mistrzostw 4 razy.
Stan na grudzień 2018.
| Lp. | Reprezentacja     | Miejsca na podium | Miejsca na podium | Miejsca na podium | Zwycięskie sezony |   |   |                        |
| --- | ----------------- | ----------------- | ----------------- | ----------------- | ----------------- | - | - | ---------------------- |
| Lp. | Reprezentacja     | 1.                | Kanada            | 4                 | Zwycięskie sezony | 0 | 0 | 2003, 2007, 2011, 2015 |
| 2.  | Liga Irokezów     | 0                 | 4                 | 0                 |                   |   |   |                        |
| 3.  | Stany Zjednoczone | 0                 | 0                 | 4                 |                   |   |   |                        |